# Pou de glaç 2
El Pou de glaç 2 és una obra de Castellterçol (Moianès) inclosa a l'Inventari del Patrimoni Arquitectònic de Catalunya.

## Descripció
Es tracta d'una poua enrunada pràcticament en la seva totalitat. Actualment, del que havia estat una construcció cilíndrica, semisubterrània i coberta amb una cúpula semiesfèrica (de maçoneria, igual que la resta de la construcció), només en queda part del cos cilíndric de 7,90 metres de diàmetre i 4 metres d'alçada (encara que no en la totalitat del perímetre). Degut a això, no es pot determinar ni l'altura total de la construcció ni la quantitat d'obertures de què disposava (que segurament eren dues: una pels homes i altre per entrar i treure el glaç).

## Història
Els pous de gel es construïren i obtingueren la seva major rendibilitat en el decurs dels segles XVII, XVIII i part del XIX quan la fabricació i comercialització del gel representava una bona font d'ingressos. No obstant, durant la primera meitat del segle XX alguns pous continuaren funcionant, malgrat que l'aparició del gel artificial amb l'arribada de l'electricitat i els transports moderns fessin desaparèixer aquest tipus d'indústria. Els últims pous en funcionament ja no comercialitzaven amb els hospitals, mercats,... de Barcelona, sinó que eren d'ús propi.
Les condicions necessàries per a la construcció d'un pou de glaç, són la proximitat a les vies de comunicació, amb llocs de consum no gaire allunyats i la seva instal·lació en llocs de fortes glaçades i bones aigües. El gel es recollia a l'hivern a les basses o rieres properes al pou. Es tallava en blocs i s'emmagatzemava per capes recobertes de palla, vegetació i gel trossejat dins les poues fins que a l'estiu, segons la demanda, s'anava extraient i transportant dins de sàrries també cobertes de palla i boll.